# Eurydoxa
Eurydoxa là một chi bướm đêm thuộc phân họ Tortricinae của họ Tortricidae.

## Các loài
- Eurydoxa advena Filipjev, 1930
- Eurydoxa indigena Yasuda, 1978
- Eurydoxa mesoclasta (Meyrick, 1908)
- Eurydoxa rhodopa Diakonoff, 1950